# William Paxton
William Arthur Paxton (Port Perry, 2 maggio 1873 – 1965) è stato un pittore canadese.

## Biografia
Nato a Port Perry in Ontario, nel 1890 Paxton si trasferì in California, ad Orange, da cui si spostò saltuariamente per lavorare dapprima nelle miniere del Colorado e poi in Alaska (esperienza che definì "quattro anni di febbre dell'oro", iniziata nel 1897 e terminata nel 1901). Ritornato in California, si laureò in disegno alla Stanford University ed iniziò la carriera artistica.